# Zacco tiaoxiensis
Zacco tiaoxiensis — вид коропоподібних риб родини Xenocyprididae. Описаний у 2023 році.

## Поширення
Ендемік Китаю. Мешкає у басейні річки Тяосі у провінції Чжецзян.

## Опис
Вид максимально близький до Zacco acanthogenys, відрізняючись рахунком луски. Валідність нового виду підтверджена дослідженням ДНК.